# Fliegerhorst Hohn

i7
i11
i13
Der NATO-Flugplatz Hohn (ICAO-Code: ETNH) ist ein Militärflugplatz der Luftwaffe der Bundeswehr. Der Flugplatz liegt in Schleswig-Holstein in der Gemeinde Hohn in der Nähe von Rendsburg und untersteht dem Taktischen Luftwaffengeschwader 51 als Ausweichplatz. Früher nutzte das Lufttransportgeschwader 63 den Fliegerhorst über fünf Jahrzehnte für seinen Flugbetrieb, es war formell in der Hugo-Junkers-Kaserne im nahe gelegenen Alt Duvenstedt stationiert. Die GFD GmbH hat ihren Sitz in Hohn und fliegt  auch dort.

## Geschichte
Mit dem Bau des Flugplatzes wurde 1938 mit Hilfe des Reichsarbeitsdienstes und des Luftwaffenbaubataillons begonnen. Die erste Bauphase konnte 1940 abgeschlossen werden. Der weitere Ausbau erfolgte vor allem durch sowjetische Kriegsgefangene, konnte aber bis Kriegsende nicht abgeschlossen werden, nur die Hauptstartbahn, die in Ost-West-Richtung verläuft, war fertiggestellt. Eine zweite Startbahn war im Bau, eine dritte in Planung.
Nach dem Krieg wurde der Flugplatz von der Royal Air Force übernommen und bis April 1946 demilitarisiert. Ab 1967 war das Lufttransportgeschwader 63 (LTG 63) auf dem Flugplatz Hohn stationiert. Im Zuge der Neuausrichtung der Bundeswehr wurde entschieden, dass der Fliegerhorst bis Ende 2018 geschlossen und das LTG 63 aufgelöst werden sollte. Im Dezember 2015 entschied das Bundesministerium der Verteidigung, aufgrund der bis 2018 nicht zu erreichenden Einsatzbereitschaft des Airbus A400M im taktischen Lufttransport, die Transall C-160 am Standort Hohn noch bis 2021 zu nutzen und den Standort erst Mitte 2022 zu schließen. Im Dezember 2019 beschloss die Bundeswehr, den Standort mit seinen zu dieser Zeit fast 650 Soldaten und mehr als 80 zivilen Mitarbeitern dauerhaft weiterzunutzen.
Mit der Außerdienststellung des LTG 63 am 15. Dezember 2021 wurde der Standort Hohn zu einem Satellitenplatz des Taktischen Luftwaffengeschwaders 51 „Immelmann“ in Jagel. Der weitere Betrieb wird durch eine Flugplatzstaffel mit insgesamt 60 Dienstposten sichergestellt, die einen Betrieb für 40 Stunden in der Woche ermöglicht.
Vom 12. Juni bis zum 23. Juni 2023 war der Flugplatz Teil des Großmanövers Air Defender 23. Die Übung war die größte von Luftstreitkräften seit Bestehen der NATO.